# Biatlon op de Olympische Winterspelen 2006 - Massastart vrouwen
De 12,5 kilometer massastart vrouwen tijdens de Olympische Winterspelen 2006 vond plaats op zaterdag 25 februari 2006. 
De 12,5 kilometer met de massastart voor de vrouwen was het laatste biatlon onderdeel tijdens de Winterspelen van Turijn. Net als bij de mannen kwamen bij de vrouwen ook de 30 beste atleten bij de voorgaande onderdelen aan de start. De race bestond uit vijf rondes van 2,5 kilometer met na elke ronde een schietonderdeel. Een misser bij het schieten betekent een extra strafrondje van 150 meter.
Na het eerste schietpunt lag de Zweedse Anna Carin Olofsson samen met de Duitse deelneemsters Kati Wilhelm en Uschi Disl aan de leiding. Van deze drie koploopsters was alleen de Zweedse foutloos bij de twee volgende schietbeurten. Daardoor nam Olofsson zoveel voorsprong dat ze ondanks een misser bij het laatste schietonderdeel onbedreigd naar de overwinning toe. Dit was de eerste olympische titel bij het biatlon voor de Zweden sinds 1960 tijdens de Spelen in Squaw Valley. Toen won Klas Lestander goud op de 20 kilometer.
| Titelverdedigster | geen, nieuw op programma |
| ----------------- | ------------------------ |

## Uitslag
| Rang   | Naam                    | Land        | Tijd     |
| ------ | ----------------------- | ----------- | -------- |
| Goud   | Anna Carin Olofsson     | Zweden      | 40:36.5  |
| Zilver | Kati Wilhelm            | Duitsland   | + 18.8   |
| Brons  | Uschi Disl              | Duitsland   | + 41.9   |
| 4      | Martina Glagow          | Duitsland   | + 57.1   |
| 5      | Florence Baverel-Robert | Frankrijk   | + 1:04.0 |
| 6      | Olga Nazarova           | Wit-Rusland | + 1:14.0 |
| 7      | Xianying Liu            | China       | + 1:20.7 |
| 8      | Ekaterina Dafovska      | Bulgarije   | + 1:32.9 |
| 9      | Albina Akhatova         | Rusland     | + 1:43.0 |
| 10     | Sandrine Bailly         | Frankrijk   | + 1:45.0 |
| 11     | Michele Ponza           | Italië      | + 1:45.1 |
| 12     | Svetlana Ishmouratova   | Rusland     | + 1:57.0 |
| 13     | Andrea Henkel           | Duitsland   | + 2:05.0 |
| 14     | Linda Tjørhom           | Noorwegen   | + 2:10.0 |
| 15     | Olga Zajtseva           | Rusland     | + 2:21.8 |